# The Octagon
The Octagon è un film del 1980 diretto da Eric Karson, con Chuck Norris, Karen Carlson e Lee Van Cleef.
Lo scontro tra Chuck Norris e Richard Norton si è classificato al 13º posto nei 25 migliori combattimenti cinematografici di tutti i tempi per la rivista Fighting Stars Magazine.

## Trama
Una giovane donna di nome Justine è minacciata da alcuni assassini ninja che, come lei scoprirà, sono anche gli assassini del padre. La donna chiede aiuto ad un campione di arti marziali ormai non più attivo, Scott James. James si rimette subito all'opera e si darà da fare per sconfiggere gli assassini. A capo di questi assassini ninja c'è il famigerato McCarn. James riuscirà a sconfiggere i ninja in una serie di adrenaliniche lotte. Alla fine ci sarà un adrenalinico scontro di arti marziali fra James e Long Legs.

## Incassi e riprese
Il film ha incassato nel complesso 18.971.000 dollari. Le riprese furono svolte tra Los Angeles e il Messico.